# Unió Popular Agrària Búlgara
|  | Per a altres significats, vegeu «Unió Popular Agrària Búlgara Aleksàndar Stamboliski». |

La Unió Popular Agrària Búlgara (búlgar Български земеделски народен съюз, Bàlgarski zemedelski naroden saiuz; БЗНС, BZNS) és un partit polític dedicat a representar la causa de la pagesia búlgara. Era més potent entre 1900 i 1923. En pràctica, es va assemblar als moviments del proletariat dels primers anys del segle xx, però es dedicà a qüestions respecte d'agricultura i treballadors del camp més que de la indústria i de fàbrica. El BZNS, un dels partits agraris més potents d'Europa Oriental, va dominar política búlgara durant el començament del segle xx. És també l'únic partit camperol a Europa que va ocupar el poder.

## Història
La primera Unió Agrària es va organitzar a Bulgària el 1899. Es tractava d'una organització professional obre només a camperols, i era al principi no tenia cap intenció d'esdevenir un partit polític. La Unió inicialment va guanyar el suport des camperol mobilitzant-los arreu de Bulgària en manifestacions pacífiques contra les polítiques impositives dels governs. Durant procés la Unió no es va alinear políticament. Tanmateix, al seu tercer congrés, ja que s'havien de celebrar eleccions a l'Assemblea Nacional búlgara, els dirigents d'Unió—no camperols sinó un grup de mestres—va votar per esdevenir un partit polític. Així, el 1901, la Unió Agrària esdevenia la Unió Popular Agrària Búlgara. Immediatament va presentar candidats a les eleccions locals i nacionals.
Durant els vint anys següents la BZNS va tenir un paper important a la política búlgara, però li mancava una base ideològica concreta. El seu nou cap Aleksàndar Stamboliski va salvar aquesta mancança escrivint diversos articles teòrics sobre el rol dels camperols a l'estat i a la història, cosa que li va permetre prendre la direcció del partit. El 1909 va escriure el llibre Partits polítics o organitzacions estatistes, el qual va posar els fonaments de la ideologia del BZNS. Stamboliski va guanyar posicions dins la BZNS i el 1918 havia esdevingut dirigent del partit. La Primera Guerra Mundial va deixar Bulgària en un estat sever de crisi social i econòmica, i després que una sèrie de vagues de treballadors i revoltes camperoles entre 1918 i 1920, l'exèrcit búlgar i tots partits polítics tradicionals es trobaven desacreditats. El 1920, amb una combinació de suport popular important i d'alguns mètodes coactius, Stamboliski va controlar govern.
El principal rival del partit de Stamboliski el Partit Comunista Búlgar (BKP). Després de la Primera Guerra Mundial el BZNS i BKP era els dos partits davanters en política búlgara. Encara que el BZNS inicialment va batre al Partit Comunista per poder polític, aviat la seva autoritat començà a esvair-se perquè, segons els comunistes, a la BZNS li mancava suport entre el proletariat i la burgesia. Malgrat el fet que la majoria d'ells eren rics, els camperols encara participaven en el vell sistema econòmic burgès, el qual era, del punt de vista comunista, destinat a caure.
Encara que el BKP era sempre oposat a algunes polítiques de la BZNS, la majoria de les altres faccions esdevenien descontentes amb Stamboliski i el BZNS a causa de la creixent corrupció dins del partit, i el govern cada cop més opressiu. En 9 de juny de 1923 un grup de militar va protagonitzar un cop d'estat i va deposar el règim de Stamboliski. La BZNS fou la segona força política a les eleccions legislatives búlgares de 1945, però després va integrar-se en el Front Patriòtic impulsat pels comunistes de cara a les eleccions legislatives búlgares de 1946. Va mantenir una existència testimonial dins la política búlgara fins a la caiguda del comunisme el 1989.
Quan es va restablir la democràcia a Bulgària es va presentar a les eleccions legislatives búlgares de 1990, en les que va obtenir 368.929 vots (el 6,02%) i 	16 escons. A les eleccions de 1991 es presentà dividit en dos grups i no va obtenir representació parlamentària. Un d'ells, Unió Popular Agrària Búlgara-Units (algarski Zemedelski Naroden Sajuz-Obedinen), es va integrar en la coalició Forces Democràtiques Unides.

## Fonaments ideològics
Stamboliski creia que al llarg del temps apareixerien grups nous més preparats que respondrien a les modernes necessitats polítiques i econòmiques i substituirien als vells partits. Va detallar aquesta visió el 1909 al llibre Partits Polítics o Organitzacions Estatistes. En aquest cas, la BZNS era considerat més que un partit polític. Se significava per retenir la seva funció original com a organització professional per a camperols, i també per implicar-se en política per tal de garantir la protecció de les classes camperoles. La BZNS era un partit populista, i com a tal donà suport als drets individuals dels camperols sobre els de l'empresa o dels grans propietaris
Stamboliski va creure que l'agricultura mecanitzada mai reemplaçaria al camperol individual, però també que agricultura individual no havia de ser ineficient. Per això, va accentuar la importància de l'educació a les comunitats de camperols. També va emfatitzar la necessitat de benestar social, i va creure que si l'estat podria distribuir la terra cultivable igualment a cada familiar i abaixar la càrrega d'impostos en la pagesia, la condició de la pagesia búlgara milloraria notablement.

## Política
Després que Stamboliski va assolir el poder, el BZNS va crear campanyes organitzades per la redistribució de la terra i per l'educació rural. Aquestes campanyes foren exitoses en gran part, i el BZNS va gaudir de suport popular durant el període d'entreguerres.
En l'esfera internacional, la BZNS era estrictament anti-imperialista en les seves polítiques. Stamboliski va pensar que els grups nous que presumptament reemplaçarien els partits polítics vells tenien la possibilitat d'esdevenir organitzacions internacionals. Va esperar i encoratjar una gran aliança agrària que s'estendria de Bulgària a la regió balcànica sencera. No va perseguir l'expansió territorial, i generalment negligí l'exèrcit. Aquestes polítiques van contribuir a la insatisfacció que va provocar a l'enderrocament de Stamboliski i de la BZNS en 1923.